# Braarudosphaera bigelowii
Braarudosphaera bigelowii — вид одноклітинних гаптофітових водоростей. Це прибережні фітопланктонні водорості з вапняковими лусочками-кокколітами з п'ятикратною симетрією (пенталітами). Клітина має 12 сторін і сягає приблизно 10 мкм у діаметрі.

## Поширення
Вид поширений на півночі Атлантичного і Тихого океанів. У викопному стані відомий починаючи з пізньої крейди (94 млн років тому).